# Droga ekspresowa 77 (Izrael)
Droga ekspresowa 77 (hebr. כביש 77) – droga krajowa biegnąca od położonego w Dolinie Jezreel miasteczka Ramat Jiszaj do miasta Tyberiada na północy Izraela.

## Przebieg
Droga nr 77 biegnie równoleżnikowo z zachodu na północny wschód, od położonego w Dolinie Jezreel miasteczka Ramat Jiszaj do położonego nad Jeziorem Tyberiadzkim miasta Tyberiada.
Swój początek bierze na północny zachód od miejscowości Ramat Jiszaj, na skrzyżowaniu Jiszaj z drogą nr 75, którą jadąc na zachód dojeżdża się do miejscowości Kirjat Tiwon lub na wschód do moszawu Bet Sze’arim. Droga ekspresowa nr 77 kieruje się jako dwujezdniowa droga na północny wschód, mijając położone na północy moszawy Allone Abba i Bet Lechem ha-Gelilit. Po 6 km dojeżdża do węzła drogowego przy miejscowości Zarzir. Droga nr 7626 prowadzi na północny zachód do miejscowości Ka’abije-Tabbasz-Hajajre lub na południowy wschód do skrzyżowania drogi nr 75 z drogą 73 przy moszawie Nahalal. Droga nr 77 po 3,5 km dociera do węzła drogowego ha-Mowil z drogą nr 79. Zjeżdżając na nią na południowy wschód dojeżdża się do kibucu ha-Solelim, lub na północny zachód do wioski komunalnej Allon ha-Galil. Droga nr ekspresowa nr 77 prowadzi dalej południową krawędzią Doliny Bejt Netofa i wykręca łagodnie na zachód, by po 6 km dotrzeć do skrzyżowania z drogą prowadzącą na południe do wioski Hosza’aja i bazy wojskowej Szimszon. Kilometr dalej odchodzi na północ droga do arabskiej wioski Rummat al-Hajb. Potem mijana jest położona na południe od drogi strefa przemysłowa Cippori i dojeżdża się do miejscowości Kefar Kanna. W kierunku północnym odchodzi lokalne droga do kibucu Bet Rimmon, natomiast droga nr 754 prowadzi na południe do miejscowości Maszhad i dalej do skrzyżowania z drogą nr 79. Ponad kilometr dalej są dwa zjazdy do położonego na północ od drogi miasteczka Turan. Po stronie południowej mijana jest baza wojskowa Chawat Ha-Szomer. Tuż po jej minięciu znajduje się budowany węzeł drogowy Golani z drogą nr 65. Drogą nr 65 dojeżdża się na południe do moszawu Ilanijja lub na północ do wioski komunalnej Micpe Netofa. Natomiast droga nr 77 po 3 km dociera do skrzyżowania z drogą nr 7707. Zjeżdża się tutaj na południe do wioski Giwat Awni, lub na północ do kibucu Lawi i wioski młodzieżowej Hodajot. Trzy kilometry dalej mijana jest położona na południe od drogi strefa przemysłowa Dolna Galilea i następnie dojeżdża się do położonego nad jeziorem Tyberiadzkim miasta Tyberiada. Przy wjeździe do miasta jest skrzyżowanie z drogą nr 768, którą dojeżdża się do położonych na południu moszawu Ha-Zore’im i wioski Porijja Newe Owed. Kilometr dalej jest zjazd do położonego na północ od drogi moszawu Micpa. Po kolejnych 2 km jest skrzyżowanie z drogą nr 7717, która prowadzi na północny zachód do moszawu Kefar Chittim. Droga n4 77 kończy swój bieg na skrzyżowaniu z drogą nr 90.